# Spodnja Ložnica
Spodnja Ložnica este o localitate din comuna Slovenska Bistrica, Slovenia, cu o populație de 181 de locuitori.